# 和気富士
和気富士（わけふじ）は岡山県和気郡和気町大田原にある標高172.8ｍの山である。南麓の和気市街から見たときに見える山容が左右対称で富士山に似ていることから、和気富士の名がついたとされる。なお、和気富士の他に城山という別名もあり、中国新聞や山陽新聞などのように「和気富士」という名称を愛称とし、正式名称を城山とみて報じる新聞社もある。

## 概要
和気町中心部から見て金剛川の対岸にある和気富士は、町のほぼ中心にあるという位置関係も影響して、和気地域の住民にとって身近な里山となっている。流紋岩質の山体には麓から山頂まで松などからなる雑木林が広がっており、春にはつつじが咲き乱れ、秋は紅葉で山全体が色づく。和気富士山頂には、宇喜多秀家の軍師としても知られる明石全登の子である明石景行・明石宣行兄弟が根拠地とした北曽根城跡がある。山系としては富士山のような独立峰ではなく、城山を起点に北へ和気アルプスと呼ばれる山脈が続いている。なお、和気富士を含め和気アルプスは松茸の産地であることから、毎年9月1日から11月30日までの間、全山入山禁止となる。
山体の南面には、大阪の商人であった田中佐平次が1914年に永代供養と社会平和を願って造り、本成寺へ寄進したと伝わる題目岩がある。これは自然岩に刻まれたもののなかでは日本一の規模であるという。

## 脚註
1. 1 2 3  ちゅうごく山歩き（中国新聞　2014年3月8日配信　2019年1月19日確認）
2. 1 2 3 4 5 6 7  ホーム > 組織別情報 > 文化・観光部 > 富士山の日 > 「秀景ふるさと富士写真コンテスト」入賞作品 > 全国のふるさと富士 中国・四国エリア > 和気富士［城山］（静岡県庁ホームページ）　2019年1月20日確認
3. ↑  和気富士（コトバンク（朝日新聞社提供）　2019年1月18日確認）
4. 1 2  にっぽん原風景紀行傑作選　第222景 初夏の風かおる棚田の里　岡山県・和気町（BSテレ東　2019年1月16日閲覧）
5. ↑  戦時中の和気富士墜落は米軍機　和気・藤原さんが調査、報告書（山陽新聞　2016年10月20日14時26分最終更新　2019年1月15日確認）
6. 1 2  ホーム > 担当課でさがす > 観光まちづくり課 > 姉妹都市　和気町　（岡山県）（宇佐市役所ホームページ　2019年1月17日閲覧）